# Пауль Шиллер
Пауль Шиллер (нім. Paul Schiller 13 березня 1928, Відень — 18 березня 2023) — австрійський футбольний арбітр.

## Біографія
Шиллер склав іспит на рефері в 1954 році і незабаром став суддею в вищого австрійського дивізіону. У 1964 році він став арбітром ФІФА, а потім обслуговував футбольні ігри на міжнародному рівні. Незадовго до цього він уже виконував міжнародні обов'язки, коли разом зі своїм співвітчизником Йозефом Альфредом Штоллем керував першим і другим матчами міжконтинентального дербі між «Фенербахче» і «Галатасараєм» у розіграші Кубка Туреччини 1962/63. У Кубку Австрії 1971/72 він брав участь у першому фінальному матчі між «Вінер Спорт-Клубом» та «Рапідом» (Відень).
У Кубку володарів кубків 1969/70 років Шиллер вперше вийшов на велику міжнародну арену, коли обслуговував фінальну гру між «Манчестер Сіті» та «Гурніком» (Забже) на «домашньому» Пратерштадіоні. Через два роки він відсудив матч за третє місце на Кубку незалежності Бразилії між Югославією та Аргентиною на святкування 150-ї річниці незалежності Бразилії. Через два роки він знову брав активну участь у чемпіонаті Європи U-23 у 1974 році, в тому числі обслуговував другий фінальний матч між збірною НДР та Угорщиною, коли угорці виграли титул.
Протягом наступних двох років, аж до виходу на пенсію за віком у 1976 році, він судив у інших різних важливих міжнародних іграх. У Кубку УЄФА 1974/75 він судив матч-відповіді фіналу турніру між «Боруссією» (Менхенгладбах) і «Твенте», у якому німецький клуб виграв титул, перемігши на виїзді з рахунком 5:1. Він також чотири рази судив фінали Кубка Мітропи.
Пізніше він працював на Олімпійських іграх 1976 року, де відсудив дві гри. Його прощальна гра як головного арбітра відбулась у матчі-відповіді Суперкубка УЄФА того ж року. На своєму домашньому «Парк Астрід» «Андерлехт» переміг «Баварію» з рахунком 4:1 і виграв трофей.
Помер 18 березня 2023 року